# Darker Than the Light That Never Bleeds
"Darker Than the Light That Never Bleeds" (còn được gọi là "Darker Than the Light That Never Bleeds (Chester Forever Steve Aoki Remix)") là một bài hát hòa âm phối khí của nhạc sĩ điện tử người Mỹ Steve Aoki. Bài hát là bản hòa âm và phối khí các bài hát "A Light That Never Comes" cùng "Darker Than Blood", cả 2 đều do Linkin Park và Aoki cùng hợp tác sáng tác và thu âm, đây là một lời tri ân của Aoki dành cho ca sĩ chính quá cố của Linkin Park là Chester Bennington. Nó được phát hành dưới dạng đĩa đơn vào ngày 8 tháng 9 năm 2017.

## Hoàn cảnh
Bài hát được Steve Aoki hòa âm và phối khí lại. Đây là bản hòa âm 2 sản phẩm hợp tác trước đó của Aoki và Linkin Park: "A Light That Never Comes", được phát hành vào năm 2013 từ album remix thứ 2 Recharged của Linkin Park, cùng với "Darker Than Blood" từ album phòng thu thứ 3 của Aoki là Neon Future II. Bài hát được phát hành làm sự tri ân của DJ dành cho Chester Bennington sau cái chết của cố ca sĩ gần 1 tháng trước khi phát hành. Aoki đã tweet rằng tất cả các lợi nhuận từ đĩa đơn sẽ được quyên góp dưới tên Chester cho quỹ One More Light của Music for Relief, một quỹ được thành lập để ngăn chặn việc tự tử và được đặt tên theo album phòng thu mới nhất của ban nhạc.